# Yael Bartana
Yael Bartana, en hebreo: יעל ברתנא‎ ; (Afula, 1970) es una artista, cineasta y fotógrafa israelí. Muchas de sus obras tratan temas políticos o feministas, se han exhibido en todo el mundo y han formado parte de colecciones de museos como el MoMA, el Tate Modern de Londres o el Centro Pompidou de París.

## Trayectoria
Yael Bartana nació en 1970 en Kfar Yehezkel, Afula, Israel. Es descendiente de inmigrantes polacos que se asentaron en Palestina en 1921. Estudió Arte en Alemania y desde mediados de los años 2000 vive entre Ámsterdam, Berlín y Tel Aviv.

En su obra, Bartana, observa, estudia y documenta los rituales institucionales basándose en los que se forman identidades colectivas, los mecanismos de manipulación, la sociedad, la identidad y la política, especialmente de Israel. Ha investigado ampliamente la narrativa sionista y el cine de propaganda, elementos que están presentes en sus trabajos.

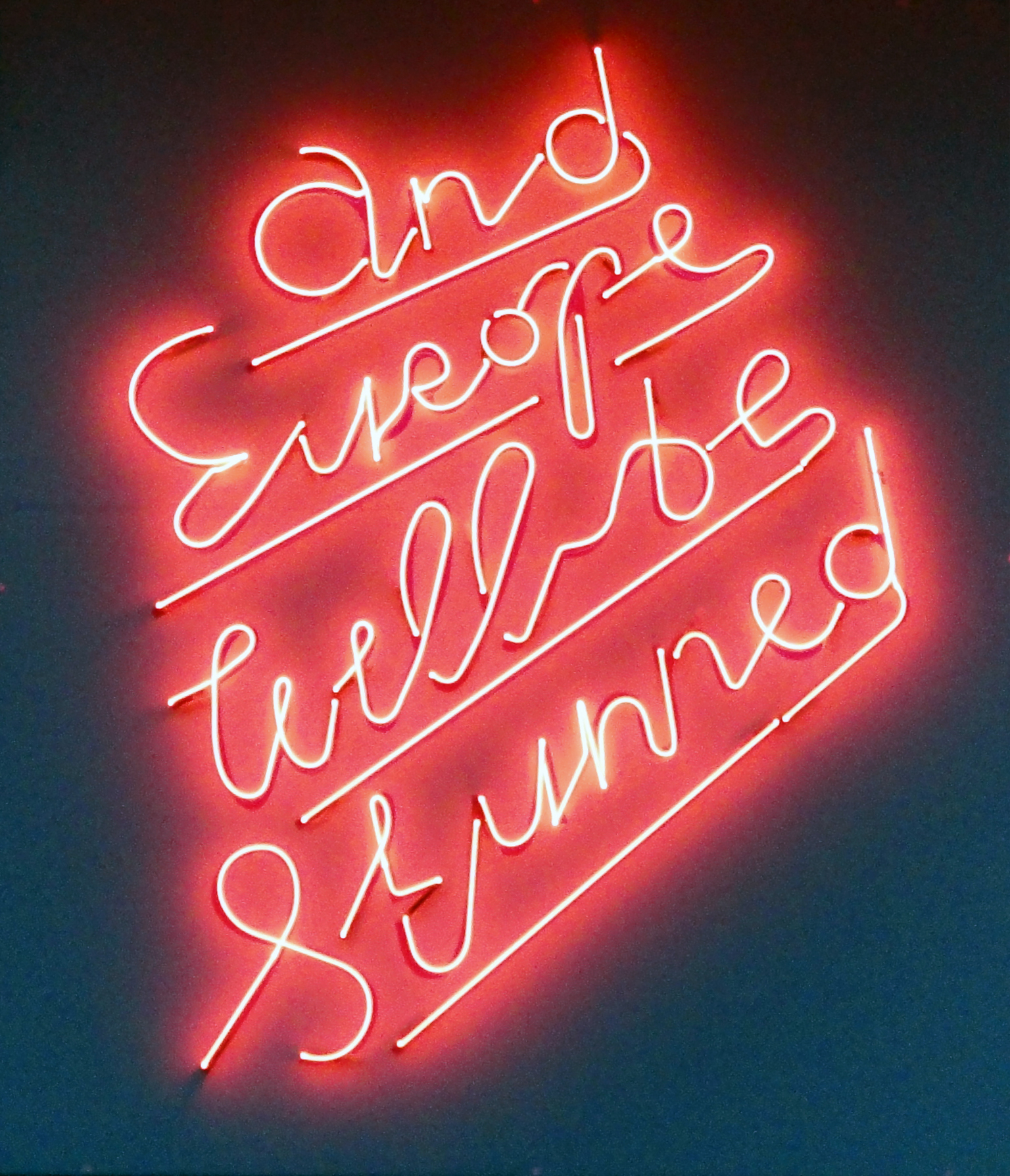
And Europe Will Be Stunned (2012) en la pared exterior del Pabellón de Arte Contemporáneo Helena Rubinstein

Entre 2006 y 2011, Bartana trabajó en Polonia creando la trilogía And Europe Will Be Stunned, que examina la Europa de los siglos XIX y XX como patria histórica de los judíos asquenazíes. Este proyecto analiza la historia de las relaciones judío-polacas y su influencia en la identidad polaca contemporánea. La trilogía representó a Polonia en la 54.ª edición de la Bienal de Venecia, en 2011, donde fue la primera ciudadana no polaca en representar a este país. Fue adquirida en la colección permanente por la Fundación Solomon R. Guggenheim y el Museo de Arte de Tel Aviv. En 2019, The Guardian nombró a And Europe Will Be Stunned, como uno de «los mejores trabajos artísticos del siglo XXI».
Su videoarte se ha caracterizado por «desafiar las categorizaciones habituales que vinculan a los artistas a su país de origen o los ven como participantes en una escena artística internacional, cada vez más globalizada». En 2007, fue seleccionada para Documenta 12, con su instalación de vídeo y sonido: Summer Camp.
Bartana ha escenificado cada vez más sus películas y ha propuesto narrativas utópicas para nuevos capítulos de la historia. Algunos ejemplos son What If Women Ruled the World? (2017), una performance en vivo, en la que mujeres políticas y profesionales se reúnen con un grupo de actrices que interpretan a las representantes de una nación ficticia para idear soluciones que detengan el inminente Día del Juicio Final, o The Undertaker, que "sigue a una figura oscura mientras dirige a su grupo de seguidores armados en una marcha ceremonial que va camino de realizar un entierro masivo ritual".
En enero de 2024, fue designada como una de los dos artistas que expusieron en el Pabellón Alemán de la 60.ª Bienal de Venecia.

## Premios
- Dorothea von Stetten Kunstpreis del Kunstmuseum Bonn 2004
- Premio de Arte Israelí de la Fundación Nathan Gottesdiener (2006) [19]
- Premio principal del jurado internacional y premio del jurado ecuménico en el festival de cortometrajes Internationale Kurzfilmtage Oberhausen, Alemania (2010) [19]
- Haagendaísmo, Madrid (2010) [19]
- Artes Mundi 4 del Museo Nacional de Cardiff, Gales (2010) [19]

## Exposiciones
- MIT List Visual Arts Center, Cambridge, Massachusetts, US (2004)
- Museum St. Gallen, St. Gallen, Switzerland (2005)
- Kunstverein Hamburg, Hamburg, Germany (2006)
- The Power Plant, Toronto, Canada (2007)
- Center for Contemporary Art, Tel Aviv, Israel (2008)
- Foksal Gallery, Warsaw, Poland (2008)
- Yael Bartana at P.S.1 (2009)[20]
- Artes Mundi, Cardiff, Wales (2010)[21]
- Moderna Museet, Malmö, Sweden (2010)[22]
- Media City Seoul 2010, Seoul, Korea (2010)
- Art Gallery of Ontario, Toronto, Canada (2012)[23]
- Van Abbemuseum, Eindhoven, Netherlands (2012)[24]
- Walker Art Center, Minneapolis, Minnesota, US (2013–2014)[25]
- Pérez Art Museum Miami, USA (2013–2014)[26]
- Philadelphia Museum of Art, US (2018–2019)[27]